# 长鞘菹草
长鞘菹草（学名：Potamogeton recurvatus）为眼子菜科眼子菜属下的一个种。

## 扩展阅读
- 維基物種上的相關：长鞘菹草